# E-mailmanagement
E-mailmanagement is het proces dat een bedrijf of persoon in staat stelt om evenveel e-mailberichten te verwerken als deze ontvangt.
In veel gevallen is een goed spamfilter al voldoende om het aantal irrelevante berichten zover terug te brengen. De overgebleven berichten vragen dan van de ontvanger een acceptabele hoeveelheid tijd om te verwerken of te beantwoorden.
Wanneer na het verwijderen van spam nog zoveel e-mailberichten overblijven dat deze niet binnen een redelijke termijn te beantwoorden zijn zal een protocol opgesteld moeten worden waarin afgesproken wordt wie welke e-mail beantwoordt en wanneer dit dient te gebeuren. Uiteraard kan men ook proberen om het verwachtingspatroon van de afzender bij te stellen naar een bij de organisatie passende termijn.
Wat een passende termijn is, is afhankelijk van de wensen van de organisatie, al wordt doorgaans een maximumnorm van één werkdag gebruikt. Bij het overschrijden van deze norm loopt een organisatie het risico dat de verzender van een bericht een tweede bericht verstuurt of telefonisch contact gaat zoeken (herhaalverkeer). Door deze opties - met name de laatste - nemen de kosten voor het hebben van contact met klant of relatie onnodig toe. Dit doordat de inhoud van één oorspronkelijk bericht twee keer behandeld gaat worden. Bij het telefonisch contact nemen de kosten extra toe omdat de kosten van telefonie minimaal 140% bedragen ten opzichte van e-mail.
Mochten de eerder genoemde afspraken niet voldoende blijken te zijn dan kan men ook software aanschaffen die het proces kan sturen en bewaken. Deze e-mailmanagementsoftware helpt ervoor te zorgen dat berichten bij dreigende overschrijding van een beantwoordingstermijn worden doorgestuurd naar een medewerker die ook een reactie kan sturen of naar een coördinerende medewerker.
Een organisatie kan ook vaststellen dat het beantwoorden van veel voorkomende vragen niet tot haar kerntaak behoort en een gedeelte van het e-mailverwerkingsproces uitbesteden aan een derde partij (callcenter).